# キャンピングカーアワード
キャンピングカーアワードは、日本RV協会が2013年より主催するキャンピングカーによる旅の啓蒙および普及を目的としてキャンピングカーやアウトドアを愛好する著名人を表彰する賞。

## 概要
授賞式は2013年から毎年行われているジャパンキャンピングカーショーの展示会場内（幕張メッセ国際展示場）にて行われる。会場ではキャンピングカーやアウトドアグッズが展示される。

## 受賞者
受賞者には副賞として最新キャンピングカーが1年間貸与される。これまでの受賞者は以下のとおり。
| 回     | 年     | 受賞者           | 出典  |
| ------ | ------ | ---------------- | ----- |
| 第1回  | 2013年 | ペナルティ・ヒデ | [ 4 ] |
| 第2回  | 2014年 | つるの剛士       | [ 4 ] |
| 第3回  | 2015年 | ヒロミ           | [ 4 ] |
| 第4回  | 2016年 | テリー伊藤       | [ 4 ] |
| 第5回  | 2017年 | テリー伊藤       | [ 4 ] |
| 第6回  | 2018年 | 山口智充         | [ 4 ] |
| 第7回  | 2019年 | 片瀬那奈         | [ 4 ] |
| 第8回  | 2020年 | 福原遥           | [ 4 ] |
| 第9回  | 2021年 | 山崎育三郎       | [ 4 ] |
| 第10回 | 2022年 | 速水もこみち     | [ 4 ] |
| 第11回 | 2023年 | NEWS小山慶一郎   | [ 4 ] |
| 第12回 | 2024年 | 小山慶一郎       | [ 4 ] |